# Сандро Брегадзе
Олександр (Сандро) Брегадзе (груз. ალექსანდრე (სანდრო) ბრეგაძე) — грузинський політичний та громадський діяч, правник та павозахисник, голова партії «Грузинський марш».

## Життєпис
Сандро Брегадзе був членом «Кавказької Гельсінської групи». Був одним з лідерів другої за величиною фракції Грузинського парламенту «Аґордзінеба» («Відродження»), створеної партією «Союз за демократичне відродження». Згодом перейшов до партії «Тавісуплеба» («Свобода»), був очільником фракці партії у Грузинському парламенті. Партія «Тавісуплеба» перебувала у в жорсткій опозиції до Міхеіла Саакашвілі.
У 2010 році Сандро Брегадзе вийшов з партії «Тавісуплеба», та повернувся до правозахисної діяльності.
З 25 жовтня 2012 року до 21 липня 2014 року Сандро Брегадзе був призначений міністром з питань вимушено переміщених з окупованих територій осіб, біженців та їх розселення. 1 жовтня 2014 року був призначений заступником міністра у справах діаспори. 19 лютого 2016 року Сандро Брегадзе написати заяву про звільнення з посади заступника міністра, через свої політичні погляди (виступає проти легалізації одностатевих шлюбів у Грузії). Сандро Брегадзе заявивши, що не має наміру відмовлятися від своїх поглядів, і в Грузії: «ніколи не будуть узаконені одностатеві шлюби, ніхто не зможе образити церква і патріарха, і у нас буде національна держава!».
Після відставки Брегадзе створив рух «Еровнулебі» та ініціював збір підписів для прийняття закону про заборону оностатевих шлюбів.
У квітні 2017 року Сандро Брегадзе створив партію «Грузинський марш».